# Andrés Mauricio Muñoz
Andrés Mauricio Muñoz (Popayán, Cauca, Colombia, 1974) es un escritor colombiano.

## Biografía
Fue director y escritor de la desaparecida revista La movida literaria y fundador de la revista de cuento policíaco y negro Aceite de perro, junto a los escritores Pablo Estrada, Carolina Cuervo Navia, Juan Fernando Hincapié y el editor Esteban Hincapié Barrera. Esta revista rendía homenaje con su título al autor norteamericano Ambrose Bierce al usar el nombre de unos de sus cuentos más conocidos. Colaboró con revistas literarias y medios periodísticos como El Tiempo, Rio Gandre Review en Texas, Casa de América, Homines, El Malpensante y el diario El Espectador. Sus obras han sido traducidas al alemán, italiano, árabe y francés.
Ha recibido varios premios literarios como el Concurso Nacional de Cuento TEUC 2008, Concurso Nacional de Cuento de la revista Libros y Letras, el Premio Literario Fundación Gilberto Alzate Avendaño y el Concurso Nacional de Libro de Cuentos de la Universidad Industrial de Santander de 2010. [cita requerida]
Hizo parte de la antología de cuentos colombianos de amor, El corazón habitado, distribuida en España y Colombia (Algaida) y del libro en homenaje a Julio Cortázar, Cortázar sampleado 32 lecturas iberoamericanas, y Puñalada trapera, antología de cuento colombiano contemporáneo, título editado por Rey Naranjo Editores.  [cita requerida]
En 2018 con el libro de cuentos Hay días en que estamos idos, fue finalista del IV Premio Biblioteca de Narrativa Colombiana, organizado por la Universidad EAFIT, y del Premio Hispanoamericano de Cuento Gabriel García Márquez.

## Obras publicadas
Libros de cuentos
- Desasosiegos menores,[3] Universidad Industrial de Santander, 2011. Ganador del Concurso Nacional de Libro de Cuentos UIS. (Publicado también como Hombres sin epitafio, ediciones Pluma de Mompox, 2011).
- Un lugar para que rece Adela,[3] Universidad de Antioquia, 2015.
- Hay días en que estamos idos, Seix Barral, 2017. Finalista Premio Biblioteca de Narrativa Colombiana EAFIT.[4] Finalista Premio Hispanoamericano de Cuento Gabriel García Márquez.[3]

Novelas
- El último donjuán, Seix Barral, 2016.[5]
- Las Margaritas, Seix Barral, 2019.[6]
- Los Desagradables, Seix Barral, 2023.[7][8]

## Premios
- Concurso Nacional de Cuento Libros y Letras, 2006 [cita requerida]
- Premio de Cuento Fundación Gilberto Alzate Avendaño, 2007 [cita requerida]
- Concurso Nacional de Cuento TEUC, Universidad Central, 2008 [cita requerida]
- Concurso Nacional de Libro de Cuentos, UIS, 2010 [cita requerida]
- Finalista Premio Biblioteca de Narrativa Colombiana, 2017 [cita requerida]
- Finalista Premio Hispanoamericano de Cuento Gabriel García Márquez, 2018 [cita requerida]